# 富士都市圏
富士都市圏（ふじとしけん）とは、静岡県富士市を中心市とする都市圏のこと。岳南都市圏とも。

## 定義
一般的な都市圏の定義については都市圏を参照のこと。

### 「10% 都市圏」（通勤圏）
富士市を中心市とする都市雇用圏（10% 通勤圏）の人口は約40万人（2010年国勢調査基準）。
都市雇用圏（10% 通勤圏）の変遷
- 10% 通勤圏に入っていない自治体は、各統計年の欄で灰色かつ「-」で示す。

| 県     | 自治体 ('80) | 1980年                 | 1990年                 | 1995年                 | 2000年                 | 2005年                 | 2010年                 | 自治体 （現在） |
| ------ | ------------ | ---------------------- | ---------------------- | ---------------------- | ---------------------- | ---------------------- | ---------------------- | --------------- |
| 山梨県 | 南部町       | -                      | -                      | -                      | -                      | -                      | 富士 都市圏 39万5039人 | 南部町          |
| 山梨県 | 富沢町       | 富士 都市圏 34万5720人 | 富士 都市圏 38万6240人 | -                      | 富士 都市圏 39万9490人 | -                      | 富士 都市圏 39万5039人 | 南部町          |
| 静岡県 | 富士市       | 富士 都市圏 34万5720人 | 富士 都市圏 38万6240人 | 富士 都市圏 39万1005人 | 富士 都市圏 39万9490人 | 富士 都市圏 38万4773人 | 富士 都市圏 39万5039人 | 富士市          |
| 静岡県 | 富士川町     | 富士 都市圏 34万5720人 | 富士 都市圏 38万6240人 | 富士 都市圏 39万1005人 | 富士 都市圏 39万9490人 | 富士 都市圏 38万4773人 | 富士 都市圏 39万5039人 | 富士市          |
| 静岡県 | 富士宮市     | 富士 都市圏 34万5720人 | 富士 都市圏 38万6240人 | 富士 都市圏 39万1005人 | 富士 都市圏 39万9490人 | 富士 都市圏 38万4773人 | 富士 都市圏 39万5039人 | 富士宮市        |
| 静岡県 | 芝川町       | 富士 都市圏 34万5720人 | 富士 都市圏 38万6240人 | 富士 都市圏 39万1005人 | 富士 都市圏 39万9490人 | 富士 都市圏 38万4773人 | 富士 都市圏 39万5039人 | 富士宮市        |
| 静岡県 | 蒲原町       | 静岡 都市圏            | 富士 都市圏 38万6240人 | 富士 都市圏 39万1005人 | 富士 都市圏 39万9490人 | 静岡 都市圏            | 静岡 都市圏            | 静岡市          |

- 2003年3月1日：南巨摩郡南部町、富沢町が新設合併して新たに南部町となった。
- 2006年3月31日：静岡市が庵原郡蒲原町を編入。
- 2008年11月1日：富士市が庵原郡富士川町を編入。
- 2010年3月23日： 富士宮市が富士郡芝川町を編入。

### 岳南都市圏

#### 総合交通計画
岳南都市圏総合交通計画における都市圏。
構成市町
- 富士市、富士宮市
  - 富士宮市旧芝川町地区は編入前から対象、富士市旧富士川町地区は編入後から対象。